# Tidiane Keïta
Tidiane Keïta (Gonesse, 18 settembre 1996) è un calciatore francese con cittadinanza guineana, centrocampista del CFR Cluj.

## Carriera
Cresciuto nel settore giovanile del Tolosa, dopo aver militato nelle serie minori francesi con Albigeoise e Colomiers, l'11 giugno 2019 viene tesserato dall'Orléans, con cui firma un triennale. Impostosi progressivamente come titolare nel ruolo, il 26 giugno 2022 passa da svincolato al Dunkerque, con cui conquista subito la promozione in Ligue 2.
Il 26 giugno 2024 si trasferisce al Petrolul Ploiești, con cui si lega fino al 2027; il 2 agosto 2025 viene acquistato dal CFR Cluj.

## Statistiche

### Presenze e reti nei club
Statistiche aggiornate al 13 agosto 2025.
| Stagione                 | Squadra                  | Campionato               | Campionato | Campionato | Coppe nazionali | Coppe nazionali | Coppe nazionali | Coppe continentali | Coppe continentali | Coppe continentali | Altre coppe | Altre coppe | Altre coppe | Totale | Totale |
| Stagione                 | Squadra                  | Comp                     | Pres       | Reti       | Comp            | Pres            | Reti            | Comp               | Pres               | Reti               | Comp        | Pres        | Reti        | Pres   | Reti   |
| ------------------------ | ------------------------ | ------------------------ | ---------- | ---------- | --------------- | --------------- | --------------- | ------------------ | ------------------ | ------------------ | ----------- | ----------- | ----------- | ------ | ------ |
| 2014-2015                | Albigeoise               | DH                       | 26         | 0          | CF              | 2               | 0               | -                  | -                  | -                  | -           | -           | -           | 28     | 0      |
| 2015-2016                | Albigeoise               | DH                       | 17         | 1          | -               | -               | -               | -                  | -                  | -                  | -           | -           | -           | 17     | 1      |
| Totale Albigeoise        | Totale Albigeoise        | Totale Albigeoise        | 43         | 1          |                 | 2               | 0               |                    | -                  | -                  |             | -           | -           | 45     | 1      |
| 2016-2017                | Colomiers                | CN2                      | 6          | 0          | CF              | 3               | 0               | -                  | -                  | -                  | -           | -           | -           | 9      | 0      |
| 2017-2018                | Colomiers                | CN2                      | 13         | 0          | CF              | 1               | 0               | -                  | -                  | -                  | -           | -           | -           | 14     | 0      |
| 2018-2019                | Colomiers                | CN2                      | 29         | 7          | -               | -               | -               | -                  | -                  | -                  | -           | -           | -           | 29     | 7      |
| Totale Colomiers         | Totale Colomiers         | Totale Colomiers         | 48         | 7          |                 | 4               | 0               |                    | -                  | -                  |             | -           | -           | 52     | 7      |
| 2019-2020                | Orléans                  | L2                       | 14         | 0          | CF+CdL          | 2+2             | 0               | -                  | -                  | -                  | -           | -           | -           | 18     | 0      |
| 2020-2021                | Orléans                  | CN                       | 11         | 0          | CF              | 2               | 0               | -                  | -                  | -                  | -           | -           | -           | 13     | 0      |
| 2021-2022                | Orléans                  | CN                       | 31         | 0          | CF              | 3               | 0               | -                  | -                  | -                  | -           | -           | -           | 34     | 0      |
| Totale Orléans           | Totale Orléans           | Totale Orléans           | 56         | 0          |                 | 9               | 0               |                    | -                  | -                  |             | -           | -           | 65     | 0      |
| 2022-2023                | Dunkerque                | CN                       | 31         | 1          | CF              | 5               | 0               | -                  | -                  | -                  | -           | -           | -           | 36     | 1      |
| 2023-2024                | Dunkerque                | L2                       | 26         | 0          | CF              | 4               | 0               | -                  | -                  | -                  | -           | -           | -           | 30     | 0      |
| Totale Dunkerque         | Totale Dunkerque         | Totale Dunkerque         | 57         | 1          |                 | 9               | 0               |                    | -                  | -                  |             | -           | -           | 66     | 1      |
| 2024-2025                | Petrolul Ploiești        | L1                       | 36         | 2          | CR              | 2               | 0               | -                  | -                  | -                  | -           | -           | -           | 38     | 2      |
| lug.-ago. 2025           | Petrolul Ploiești        | L1                       | 4          | 0          | CR              | 0               | 0               | -                  | -                  | -                  | -           | -           | -           | 4      | 0      |
| Totale Petrolul Ploiești | Totale Petrolul Ploiești | Totale Petrolul Ploiești | 40         | 2          |                 | 2               | 0               |                    | -                  | -                  |             | -           | -           | 42     | 2      |
| ago. 2025-2026           | CFR Cluj                 | L1                       | 0          | 0          | CR              | 0               | 0               | UEL                | 1                  | 0                  | SR          | -           | -           | 1      | 0      |
| Totale carriera          | Totale carriera          | Totale carriera          | 244        | 11         |                 | 26              | 0               |                    | 1                  | 0                  |             | -           | -           | 271    | 11     |